# Richard Wasicky
Richard Balthasar Wasicky (* 6. Februar 1884 in Teschen, Österreich-Ungarn; † 10. August 1970 in São Paulo) war ein österreichischer Pharmazeut und Begründer der Wiener Schule der modernen Pharmakognosie.

## Leben und Wirken
Richard Wasicky studierte an der Universität Wien Pharmazie und anschließend Medizin. Im Jahr 1914 erfolgte seine Habilitation, 1921 seine Ernennung zum ordentlichen Professor. Von 1924 bis 1926 war er Dekan der medizinischen Fakultät. Nach dem „Anschluss Österreichs“ verlor er als Opfer antisemitischer Politik seine Stellung. Er ging in die Schweiz, dann nach Frankreich und schließlich nach Brasilien, wo er an die Universität São Paulo berufen wurde. Wasickys Hauptwerk, das zweibändige Lehrbuch Physiopharmakognosie (Wien 1933) stellt den Gesamtbereich der Heildrogen aus dem Pflanzen- und Tierreich dar. 1925 wurde er zum Mitglied der Deutschen Akademie der Naturforscher Leopoldina gewählt. Er war Ehrendoktor der Sorbonne, 1954 wurde ihm zum 70. Geburtstag von der Philosophischen Fakultät der Universität Wien das Ehrendoktorat verliehen. Sein Neffe, Erich Wasicky, war Lager-Apotheker im KZ Mauthausen und wurde im Rahmen der Dachauer Prozesse im Mauthausen-Hauptprozess zum Tode verurteilt.